# Demetri Martin
Demetri Martin (* 25. května 1973, New York, USA) je americký herec-komik, výtvarník, hudebník, scenárista a humorista.
Po studiích na Univerzitě v Yale studoval na NYU School of Law.
V americkém filmu debutoval v roce 2002 ve snímku Přeber si to znovu.

## Osobní život
Od roku 2009 žije v Kalifornii ve městě Santa Monica.

## Hudebník
Aktivně hraje také na několik hudebních nástrojů – kytara, ukulele, zvonkohra, harmonika, klavír (klávesové nástroje) a tamburina.

## Filmografie

### Film
- 2002 Přeber si to znovu
- 2008 Rocker
- 2009 Paper Heart
- 2009 Zažít Woodstock (hlavní role: postava Elliot Tiber)
- 2011 Contagion

### Televize
- 1998 Comedy Lab (televizní seriál)
- 2007 Flight Of The Conchords (televizní seriál)
- 2008 Important Things with Demetri Martin (televizní seriál)
- Comedy Central (vlastní televizní pořad)
- 2015– Mezi námi medvědy (animovaný seriál, hlas postavy)

## Diskografie
- Invite Them Up (2005)
- These Are Jokes (2006)
- Demetri Martin. Person. (2007)